# Çarşamba

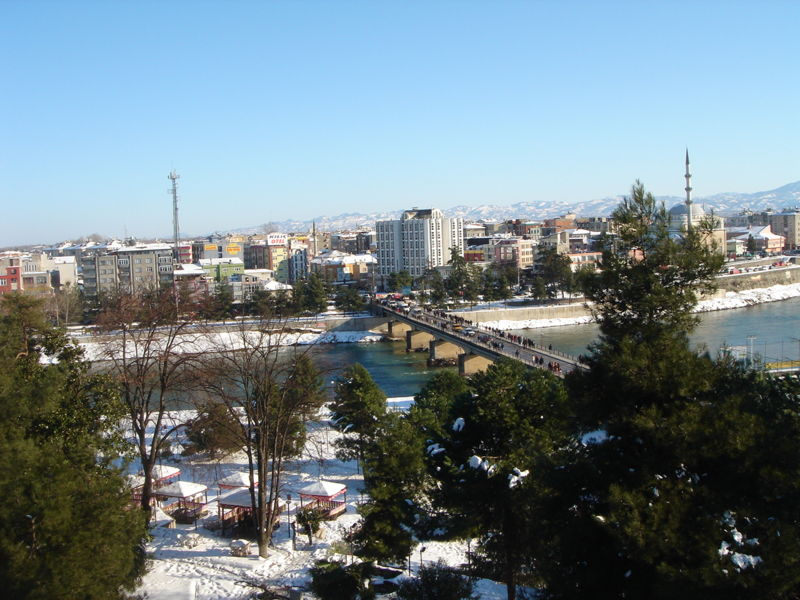
Çarşamba

Çarşamba (türkisch für „Mittwoch“) ist eine Stadtgemeinde (Belediye) im gleichnamigen Ilçe (Landkreis) der Provinz Samsun an der türkischen Schwarzmeerküste und gleichzeitig eine Gemeinde der 1993 geschaffenen Büyüksehir belediyesi Samsun (Großstadtgemeinde/Metropolprovinz). Seit der Gebietsreform 2013 ist die Gemeinde flächen- und einwohnermäßig identisch mit dem Landkreis.
Çarşamba ist etwa 33 km von der größten Hafenstadt des Schwarzen Meeres Samsun entfernt. Durch die Stadt fließt der Yeşilırmak und mündet als Çarşamba-Delta ins Schwarze Meer. Im Südwesten des Landkreises befindet sich die Çakmak-Talsperre.

## Geschichte
Um etwa 4000 v. Chr. wurde das Gebiet des heutigen Çarşamba erstmals besiedelt und zeitweise von den Hethitern beherrscht. 670 v. Chr. kam die Stadt unter die Herrschaft der Milesier und wurde Teil der Kolonie von Amisos (Samsun). Im 6. Jahrhundert vor Christus wurde die Stadt durch die Perser besetzt, 63 v. Chr. wurde sie dem römischen Reich eingegliedert. Im 11. Jahrhundert wurde Çarşamba durch die türkischen Seldschuken erobert. 1185 teilte der seldschukische Sultan sein Reich für seine elf Söhne in elf Gebiete auf. Rüknettin Süleyman Şah bekam die Region, in der auch Çarşamba liegt. Nach dem Ende des seldschukischen Reiches wurde Çarşamba Zentrum des türkischen Fürstentums der Canik, welches von fünf Fürsten geführt wurde, wovon die Taceddinoğulları (Söhne Taceddins) Çarşamba und Umgebung beherrschten. 1428 wurde es dem osmanischen Reich eingegliedert und zeitweilig von Yörgüç Paşa, Hoca Ali Paşa, Hazinedaroğulları verwaltet. Im 17. Jahrhundert befand sich westlich des Flusses ein christliches Viertel. Um 1847 wurde das Gebiet um Samsun aus der Provinz Sivas aus- und in die Provinz Trabzon eingegliedert. Im Jahre 1870 wurde Çarşamba zur Stadt (kaza) erhoben. Zu diesem Zeitpunkt gehörten der Stadt 32.153 Männer, 9.200 Hausfamilien (ein Haus bzw. eine Wohnung pro Familie) und 119 Dörfer an.
Am türkischen Befreiungskrieg nahm ein Großteil der jungen Bevölkerung teil. 1920 wurde Topal Osman Ağa (Osman der Lahme) beauftragt, die griechischen und armenischen Gruppierungen in den Bergen unschädlich zu machen. Nachdem die Sicherheit der Stadtbewohner gewährleistet war, wanderten allmählich wieder mehr Menschen nach Çarşamba ein.

## Verwaltung
Çarşamba im Sanjak Canik (Samsun) des Vilâyet Trabzon wurde 1923 ein Bezirk (İlçe) der neu gegründeten Türkei, 1925 wurde eine Bezirksverwaltung gegründet.
(Bis) Ende 2012 bestand der Landkreis neben der Kreisstadt aus den vier Stadtgemeinden (Belediye) Ağcagüney, Çınarlık, Dikbıyık	und Hürriyet sowie 121 Dörfern (Köy) in zwei Bucaks. Im Zuge der Verwaltungsreform 2013 wurden die Mahalle der vier Belediye vereint und ebenso wie die Dörfer in Mahalle überführt. Die elf existierenden Mahalle der Kreisstadt blieben erhalten. Durch Herabstufung der Belediye und Dörfer stieg die Zahl der Mahalle von 26 auf 136. Den Mahalle steht ein Muhtar als oberster Beamter vor.
Ende 2020 lebten durchschnittlich 981 Menschen in jedem dieser jetzt 143 Mahalle, 13.957 Einw. im bevölkerungsreichsten (Orta Mah.); dicht gefolgt von Çay Mah. (12.365), Kirazlıkçay Mah. (12.583) und Sarıcalı Mah. (11.961).

## Persönlichkeiten
- Ferhan Şensoy (1951–2021), Schauspieler
- Ahmet Genç (* 1964), Fußballspieler und Fußballtrainer
- Fatma Koşer Kaya (* 1968), niederländische Anwältin und Politikerin türkischer Herkunft
- Necla Akdoğan (* 1971), Fußballspielerin
- Jack Nuri (Nuri Özkan) (* 1972), Kabarettist
- Volkan Koçaloğlu (* 1979), Fußballspieler
- Sabri Sarıoğlu (* 1984), Fußballspieler
- Burhan Arman (* 1996), Fußballspieler
- Yunus Emre Çift (* 2003), Fußballspieler